# Тарасівська сільська рада (Бобринецький район)
| Тарасівська сільська рада — колишній орган місцевого самоврядування у Бобринецькому районі Кіровоградської області з адміністративним центром у с. Тарасівка. Сільській раді підпорядковані населені пункти: - с. Тарасівка - с. Західне - с. Іванівка - с. Новокиївка - с. Червонопілля |

## Склад ради
Рада складається з 14 депутатів та голови.

### Керівний склад ради
| ПІБ                         | Основні відомості                                                         | Дата обрання | Дата звільнення |
| --------------------------- | ------------------------------------------------------------------------- | ------------ | --------------- |
| Шворінь Вячеслав Вікторович | Сільський голова, 1976 року народження, освіта, безпартійний              | 26.03.2006   | 31.10.2010      |
| Шворінь Вячеслав Вікторович | Сільський голова, 1976 року народження, освіта вища, член Партії регіонів | 31.10.2010   |                 |

Примітка: таблиця складена за даними джерела

## Населення
Згідно з переписом УРСР 1989 року чисельність наявного населення села становила 1448 осіб, з яких 645 чоловіків та 803 жінки.
За переписом населення України 2001 року в селі мешкало 1336 осіб.

### Мова
Розподіл населення за рідною мовою за даними перепису 2001 року:
| Мова       | Відсоток |
| ---------- | -------- |
| українська | 95,06 %  |
| російська  | 2,92 %   |
| молдовська | 1,42 %   |
| вірменська | 0,30 %   |
| білоруська | 0,22 %   |